# Cẩm An
Cẩm An là một phường thuộc thành phố Hội An, tỉnh Quảng Nam, Việt Nam.

## Địa lý
Phường Cẩm An nằm ở phía đông thành phố Hội An, có vị trí địa lý: 
- Phía đông giáp biển Đông
- Phía tây giáp xã Cẩm Hà
- Phía nam giáp các phường Cẩm Châu, Cửa Đại
- Phía bắc giáp thị xã Điện Bàn.

Phường Cẩm An có diện tích 3,15 km², dân số năm 2019 là 6.350 người, mật độ dân số đạt 2.016 người/km².

## Hành chính
Phường Cẩm An được chia thành 3 khối dân phố: An Bàng, Tân Thành, Thịnh Mỹ.